# Radikal 15
Das Radikal 15 mit der Bedeutung „Eis“ ist eines von 23 traditionellen Radikalen der chinesischen Schrift, die mit zwei Strichen geschrieben werden.
Mit 29 Zeichenverbindungen in Mathews’ Chinese-English Dictionary kommt es relativ selten im Lexikon vor.
Das Radikal 冫 stellt Zeichen in den Sinnzusammenhang von Kälte und damit Zusammenhängendes wie zum Beispiel in
- 冷 (= kalt) oder
- 冶 (= schmelzen, auch von Metall).

Die zwei Wassertropfen 冫 stehen im Zeichen links. Finden sie sich in unterer Position, so verwandeln sie sich in zwei kleine Striche wie zum Beispiel in
- 冬 (= Winter) oder
- 寒 (= Kälte).

Das Zeichen ist ähnlich den Katakanazeichen ソ „so“, ン „n“ und シ „shi“.
Hingegen in keinem Zusammenhang zu diesem Radikal stehen die beiden Striche in den folgenden chinesischen Kurzzeichen:
- 习 (= üben),
- 尽 (= verausgaben) und
- 枣 (eine Dattelart).

Im Zeichen 次 (= Reihenfolge) entwickelte sich die linke Komponente aus 二 (= zwei).

## Schriftzeichenverbindungen, die vom Radikal 15 regiert werden
| Striche | Zeichen                          |
| ------- | -------------------------------- |
| +0      | 冫                               |
| +03     | 冬 冭 冮 冯                      |
| +04     | 冰 冱 冲 决 冴                   |
| +05     | 况 冶 冷 冸 冹 冺                |
| +06     | 冻 冼 冽 冾 冿 净                |
| +07     | 凁 凂 凃                         |
| +08     | 凄 凅 准 凇 凈 凉 凊 凋 凌 凍 凎 |
| +09     | 减 凐 凑                         |
| +10     | 凒 凓 凔 凕 凖                   |
| +11     | 凗                               |
| +12     | 凘                               |
| +13     | 凙 凚 凛 凜                      |
| +14     | 凝 凞                            |
| +15     | 凟                               |

 Im Unicodeblock Kangxi-Radikale ist das Radikal 15 unter der Codepointnummer 12.046 (U+2F0E) codiert.